# سيسيل تيريه
سيسيل تيريه (28 مايو 1943 - 9 أكتوبر 2020)، هو ممثل ومخرج برازيلي.